# Diego Laxalt
Diego Laxalt là một cầu thủ bóng đá người Uruguay, sinh ngày 7 tháng 2 năm 1993, hiện đang chơi ở vị trí hậu vệ trái cho câu lạc bộ Dynamo Moscow tại Russian Premier League và Đội tuyển bóng đá quốc gia Uruguay. Số áo anh ưa thích là số 93, cũng là năm sinh của mình.